# Eulasia kuschakewitschi
Eulasia kuschakewitschi är en skalbaggsart som beskrevs av Ernst Ballion 1870. Eulasia kuschakewitschi ingår i släktet Eulasia och familjen Glaphyridae. Inga underarter finns listade i Catalogue of Life.